# Charlie Zaa
Charlie Zaa, pseudonimo di Carlos Alberto Sánchez (Girardot, 30 gennaio 1974), è un cantante colombiano.

## Biografia
Dopo aver militato come cantante in alcune orchestre di musica salsa, negli anni '90 Sánchez dà il via ad una carriera da solista optando per sonorità più vicine alla musica bolero. Nel 1996 pubblica l'album Sientimentos, che vende oltre quattro milioni di copie e vince un Premio Lo Nuestro come "album tropical dell'anno". Il suo secondo album, intitolato semplicemente Un Segundo Sentimiento, vende 400 mila copie su suolo statunitense e gli consente di vincere il premio di artista dell'anno ai Billboard Latin Music Awards 1998. Segue la pubblicazione degli album Ciego de Amor e De Un Solo Sentimiento, in seguito ai quali ottiene la sua prima nomination ai Latin Grammy. Negli anni successivi continua a pubblicare diversi album, firmando anche un accordo discografico con Sony Music.

## Discografia

### Album
- 1996 – Sentimientos
- 1998 – Un segundo sentimiento
- 1999 – The remixes
- 2000 – Ciego de amor
- 2001 – De un solo sentimiento
- 2004 – Puro sentimiento
- 2005 – Bachata con puro sentimiento
- 2008 – La historia de Charlie Zaa
- 2009 – De bohemia
- 2013 – En otro tiempo
- 2015 – Mi mejor regalo
- 2017 – Celebración